# EFL Bowl
Depuis 2014, les meilleures équipes européennes participent à deux tournois organisés par l'IFAF Europe, l'Eurobowl (équipes de division I évoluant au sein de la BIG 6) et l'EFL Bowl (équipes de division II).
L'EFL Bowl (abrégé de European Football League Bowl) est le nom donné à la finale de la seconde division de l'European Football League, C'est également le nom du trophée remis au vainqueur.
Les équipes participantes sont réparties en deux groupes. Chaque équipe joue deux matchs de classement et les deux vainqueurs de groupe se rencontrent lors de la finale désignant le vainqueur de l'Eurobowl.

## Palmares
| Date            | Lieu             | Eurobowl     | Vainqueur              | Score   | Finaliste           |
| --------------- | ---------------- | ------------ | ---------------------- | ------- | ------------------- |
| 19 juillet 2014 | Kiel             | EFL Bowl I   | Kiel Baltic Hurricanes | 40 – 0  | Badalona Dracs      |
| 27 juin 2015    | Kiel             | EFL Bowl II  | Kiel Baltic Hurricanes | 49 – 28 | Allgäu Comets       |
| 11 juin 2016    | Francfort        | EFL Bowl III | Francfort Universe     | 35 – 14 | Amsterdam Crusaders |
| 11 juin 2017    | Thonon-les-Bains | EFL Bowl IV  | Thonon Black Panthers  | 29 – 20 | Rhinos Milan        |
| 9 juin 2018     | Milan            | EFL Bowl V   | Potsdam Royals         | 43 – 42 | Seamen Milan        |
| Non organisé    |                  |              |                        |         |                     |

## Bilan EFL Bowl
| Rang | Club                   | Nombre de titres | Nombre de finales perdues |
| ---- | ---------------------- | ---------------- | ------------------------- |
| 1    | Kiel Baltic Hurricanes | 2                | 0                         |
| 2    | Francfort Universe     | 1                | 0                         |
| 2    | Thonon Black Panthers  | 1                | 0                         |
| 2    | Potsdam Royals         | 1                | 0                         |
| 5    | Amsterdam Crusaders    | 0                | 1                         |
| 5    | Rhinos Milan           | 0                | 1                         |
| 5    | Allgäu Comets          | 0                | 1                         |
| 5    | Badalona Dracs         | 0                | 1                         |
| 5    | Milano Seamen          | 0                | 1                         |

| Rang | Pays      | Nombre de titres | Nombre de finales perdues | Équipes                                                                                           |
| ---- | --------- | ---------------- | ------------------------- | ------------------------------------------------------------------------------------------------- |
| 1    | Allemagne | 4                | 1                         | Kiel Baltic Hurricanes (2-0), Francfort Universe (1-0), Potsdam Royals (1-0), Allgäu Comets (0-1) |
| 2    | France    | 1                | 0                         | Thonon Black Panthers (1-0)                                                                       |
| 3    | Pays-Bas  | 0                | 1                         | Amsterdam Crusaders (0-1)                                                                         |
| 4    | Espagne   | 0                | 1                         | Badalona Dracs (0-1)                                                                              |
| 5    | Italie    | 0                | 2                         | Rhinos Milan, Milano Seamen (0-1)                                                                 |